# Voxtrup
Voxtrup, Osnabrück-Voxtrup – dzielnica miasta Osnabrück w Niemczech, w kraju związkowym Dolna Saksonia.